# Route nationale 33b (Madagaskar)
Die Route nationale 33b (RN 33b) ist eine 24 km lange Nationalstraße in der Region Boeny im Norden von Madagaskar. Sie zweigt in Andranofasika von der RN 4 ab und führt in südwestlicher Richtung über Ambijabe nach Ambato Boeny am Fluss Betsiboka.